# Elegía de Osaka
Elegía de Osaka (浪華悲歌 Naniwa Erejī?, lit. "Elegía de Naniwa") es una película dramática japonesa de 1936 dirigida por Kenji Mizoguchi y escrita por Yoshikata Yoda. Forma un díptico con Las Hermanas de Gion también de Mizoguchi con la que comparte gran parte del reparto y el equipo de producción y se considera una de las primeras obras maestras en la carrera del director.

## Sinopsis
Ayako Murai (Isuzu Yamada) es una joven que trabaja como telefonista para la empresa farmacéutica Asai, en Osaka en 1930, para pagar las deudas de su padre, que está desempleado y amenazado con arresto por no haber devuelto un préstamo de 300 yenes. Ella acepta convertirse en la amante de su empleador. Luego de pagar las deudas de su padre, la relación con el Sr. Asai se ve interrumpida debido a los celos de la esposa de este último, Sonosuke, quien luego de descubrir el romance por un error del Dr. Yoko prohíbe categóricamente a su marido volver a ver a su amante.
Sin embargo, Ayako, en un intento por ayudar a pagar las tasas universitarias de su hermano Hiroshi, quien mientras tanto ha regresado a casa desde Tokio para pedirle a su padre 200 yenes para el último pago antes de graduarse, continúa actuando como una amante mantenida a expensas de Otro admirador de la empresa, el señor Fujino. Pero cuando ella intenta engañar a este último, tratando de obtener una suma lo suficientemente alta como para permitirle casarse con su prometido Nishimura, él llama a la policía y la pareja es arrestada por solicitación.
Tras ser llevada a la comisaría, Nishimura, inocente, es liberada mientras que se retiran los cargos contra Ayako tras su disculpa. Llaman a su padre y va a recoger a Ayako al cuartel, pero al regresar a casa, su familia la excluye y la obliga a abandonar la casa.

## Reparto
- Isuzu Yamada como Ayako Murai
- Yoko Umemura como Sumiko Asai
- Chiyoko Okura como Sachiko Murai, la hermana pequeña de Ayako
- Shinpachiro Asaka como Hiroshi Murai, el hermano de Ayako
- Benkei Shiganoya como Sonosuke Asai
- Eitarō Shindō como Yoshizo Fujino
- Kunio Tamura como el Dr. Yoko
- Seiichii Takekawa como Junzo Murai, el padre de Ayako
- Kensaku Hara como Susumu Nishimura
- Takashi Shimura como el inspector

## Comentarios

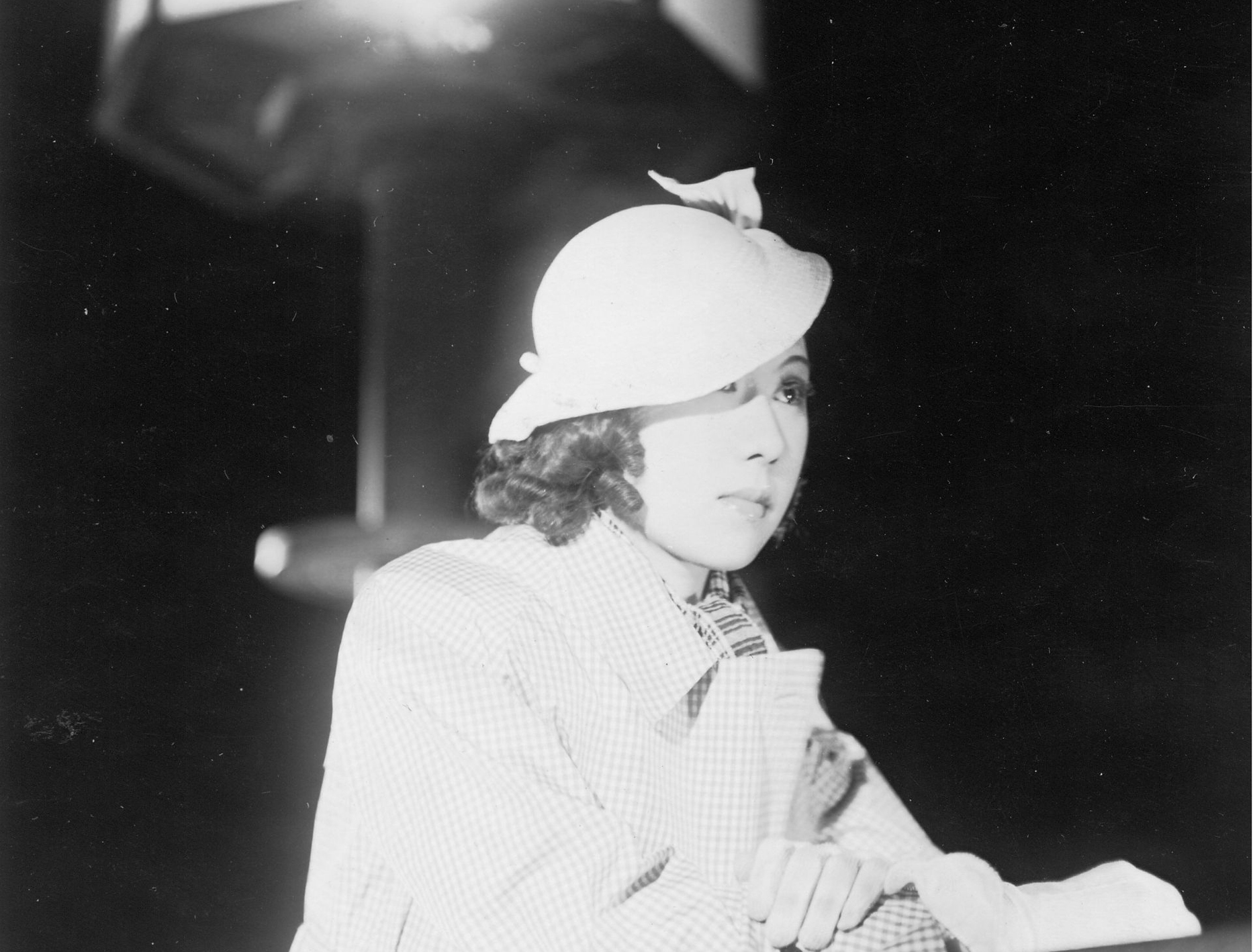
Isuzu Yamada en una escena de la película

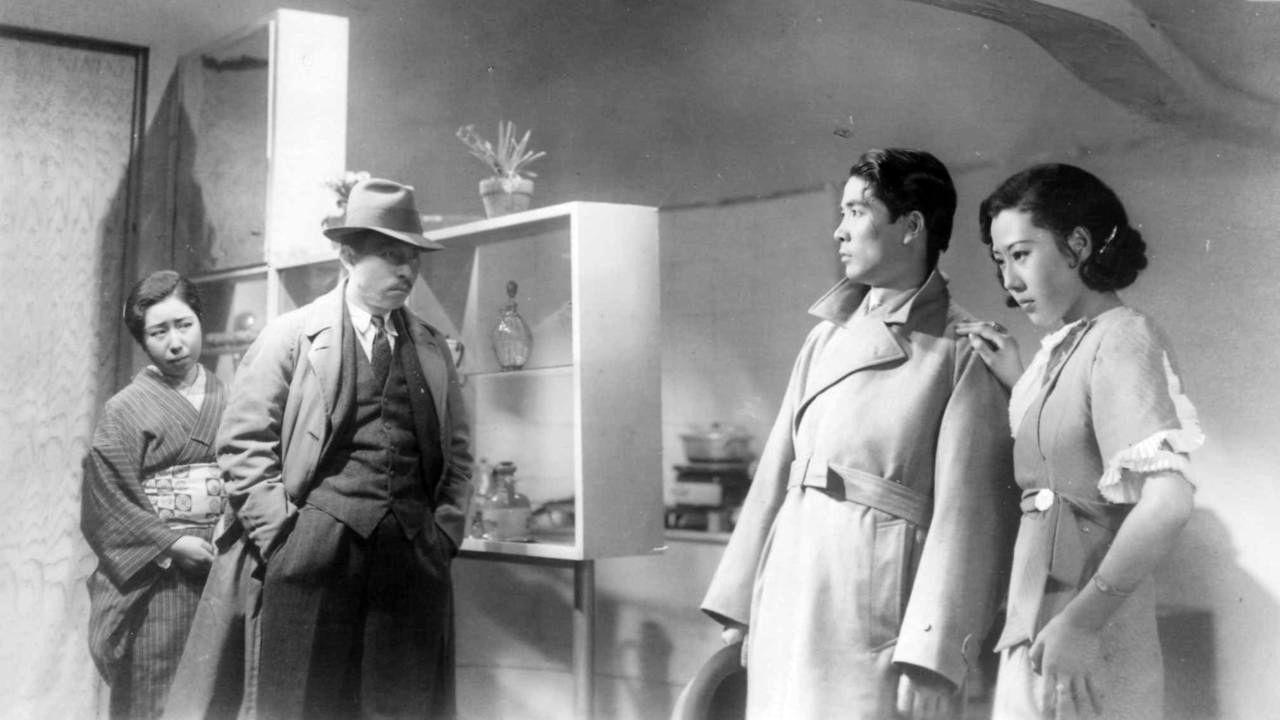
Shizuko Takizawa, Kensaku Hara e Isuzu Yamada en una escena de la película

La elegía de Osaka fue el primer proyecto conjunto de Mizoguchi y Yoshikata Yoda, su guionista habitual durante los años siguientes. Después del éxito de la película, Mizoguchi y el productor Masaichi Nagata planearon dos nuevas películas ambientadas en Kioto y Kōbe, de las cuales solo la primera, Las hermanas de Gion, se realizó debido al colapso de la productora.
La película marcó el debut como guionista de Yoshikata Yoda y el origen de una asidua colaboración con Kenji Mizoguchi. Yoda nos da su opinión: «Naniwa erejî era una obra maestra imbuida de cierta torpeza, pero nunca había visto una película cuya imagen fuera tan fuerte, tan llena de tensión. Podemos decir que esta película marca la llegada del realismo al cine japonés». Yoda también afirmó que «El mismo año hubo un golpe fascista. (...) Exaltábamos el patriotismo imperialista, desconfiábamos del liberalismo. Lo que explica por qué esta película, que destacaba de manera implacable y realista un aspecto esencial de la sociedad, no pasó desapercibida para los censores». De hecho, la película fue prohibida después de 1940 por «tendencias decadentes».
«La película ataca la imagen del padre y la cobardía de los hombres. La heroína (interpretada por la actriz Isuzu Yamada, cuya “pasión y diligencia” Mizoguchi apreciaba) es tanto explotada por sus amantes como por su familia. Para ellos, es sólo un valor de mercado. Aquí, el sexo y el dinero son vectores de un declive irreparable», señala el director francés Noël Simsolo.
Probablemente fue pensando en esta película que Mizoguchi dijo, al final de su vida: «Sólo alrededor de los cuarenta años encontré mi camino». Según concluye Yoshikata Yoda «Gion no kyodai (Las hermanas de Gion) —segunda parte del díptico— ocupó el primer lugar entre las mejores películas de 1936 según la revista Kinema Junpō, y Naniwa erejî (Elegía de Naniwa), el tercero. De hecho, Gion no kyodai estaba mejor construida que Naniwa erejî, pero sigo prefiriendo esta última, que me parece más fuerte y más aguda en su crítica a la sociedad».
La película finaliza con un primer plano de la protagonista que llama la atención por su «modernidad». Enrique Seknadje escribió sobre este tema: «El último plano, que recuerda el que Ingmar Bergman haría mucho más tarde de su heroína Monika —la famosa imagen elogiada por Jean-Luc Godard por su modernidad— muestra a la joven avanzando hacia la cámara, los ojos que lo miran fijamente y por tanto al espectador. El rostro de Ayako es aún más llamativo porque la película es escasa en primeros planos: la rareza de los planos cerrados, es uno de los rasgos característicos del estilo Mizoguchi.

## Recepción
El propio Mizoguchi citó la Elegía de Osaka y Las Hermanas de Gion como las obras con las que alcanzó la madurez artística. Los críticos e historiadores del cine consideran está película como uno de los «mejores esfuerzos» de Mizoguchi (Fred Camper, Chicago Reader) y una de sus «mejores películas» (Donald Richie, Joseph L. Anderson, The Japanese Film – Art & Industry), destacando «su precisión visual y su tono comprometido pero nunca sermoneador» (Geoff Andrew, Time Out).
La película ocupó el tercer lugar entre las diez mejores películas japonesas de 1936 en la lista que elabora la revista Kinema Junpō.